# Australian red ensign
L'Australian red ensign est le pavillon civil de l'Australie, le drapeau de nationalité arboré par les navires immatriculés en Australie. Il s'agit de la version rouge du drapeau national, lequel est principalement bleu. Les deux drapeaux résulté du  Gouvernement du Commonwealth qui organisa une compétition en 1901 lequel devait obligatoirement deux caractéristiques: un pavillon pour le Gouvernement du Commonwealth et l'autre pour la marine marchande. La conception gagnante pour la marine marchande était basé sur le Red Ensign Britannique avec la croix du sud et l' Étoile de la fédération.

## Caractéristique

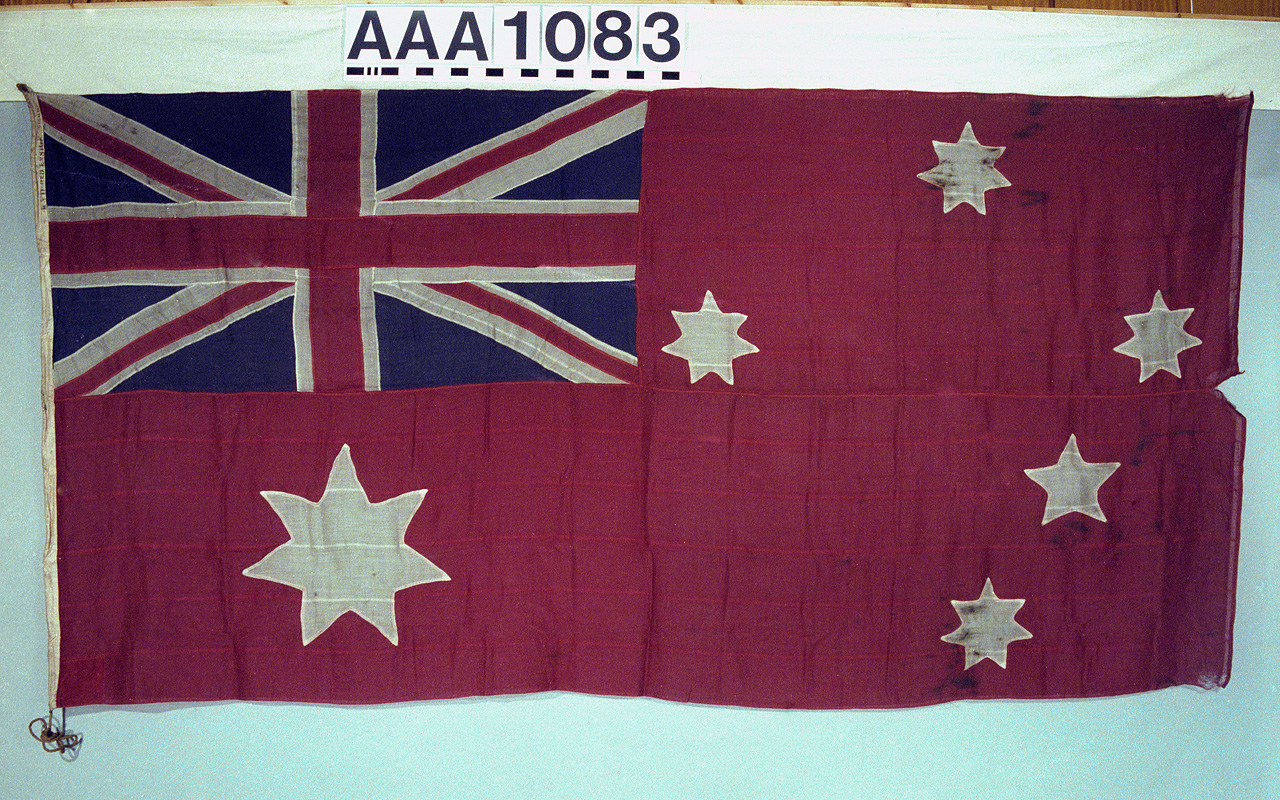
An Australian red ensign (Royal Museums Greenwich)

Le pavillon rouge australien est une version à prédominance rouge du drapeau national australien, utilisant la même nuance de rouge que la croix de Saint-Georges qui fait partie de l'Union Jack présent dans le canton.

## Pavillons maritimes
Suivant la fédération en 1901, le sujet des couleurs nationales pour les navires britanniques enregistrés dans les ports australiens étaient adressé par le  Navigation Act, lequel provenait tels que les navires devait porter le Red Ensign.
Techniquement les bateaux privés non-enregistrés étaient assujetti à une amende s'ils ne portaient pas le Red Ensign britannique comme ils n'étaient pas formellement couvet par le  Navigation Act, cependant l'Amirauté Warrant fût publié le 5 décembre 1938 autorisant ces navires non-enregistrés à arborer le  Red Ensign australien. L'Australie promulgua une législation nationale maritime en 1981. La loi sur l'enregistrement de 1981 qui réaffirma que le Red Ensign australien était les « couleurs » appropriées pour les navires immatriculés en Australie et que les navires (ceux de - de 30 tonnes) es bateaux de plaisance et de pêche pouvaient arborer soit le pavillon rouge australien, soit le drapeau national australien, mais pas les deux en même temps. Les navires gouvernementaux peuvent également voler l’un ou l’autre

## Histoire
Le Gouvernement de l'Australie lance un concours fédéral de conception du drapeau en 1901 pour trouver 2 concepts pour le drapeau australien: 1 pour le Gouvernement du Commonwealth et l'autre pour la marine marchande. Après avoir été soumis à l’approbation au roi Édouard VII le design gagnant du concours qui présentait la croix du sud avec neuf, huit, sept, six, cinq branches et Alpha Crucis étant plus grand que Beta et  Gamma ainsi que Delta étant plus petit que Beta et Gamma, a été standardisé par l’Amirauté britannique avec le nombre de points sur les quatre plus grandes étoiles de la croix du sud fixé à sept et les quatre étoiles principales de la croix du sud étant de taille égale, apparemment pour améliorer la facilité de fabrication. La variété originale des points et des tailles était une indication de la luminosité relative de chaque étoile telle qu’elle apparaissait dans le ciel nocturne.
en 1908, l'étoile du Commonwealth à 7 branches est remplacée par une autre à 6 branches et à un diamètre intérieur plus petit.
Dans les décennies suivant la fédération le Red Ensign était le drapeau préeminent pour un usage privé, ça été largement dû au Gouvernement du Commonwealth, assisté par des fournisseurs de drapeaux, décourageant d'utilisé la version en bleu, maintenant connu comme le drapeau national de l'Australie, par le public Selon la compréhension britannique traditionnelle, le bleu est réserrvé pour le Gouvernement ainsi que l'enseign rouge a néanmoins été toujours toujours en circulation militaire jusqu’après la loi de 1953, signifiant toujours en circulation militaire jusqu’après la législation de 1953 Les 1re et 2e forces impériales australiennes ont servi sous les versions bleue et rouge. L'État et Gouvernement local, organisation privée  et individuelle devaient utiliser le pavillon rouge.
Dans les années 1920, Il y a eu un débat sur la question de savoir si le blue ensign était réservé uniquement pour les bâtiments du Commonwealth, culminant en 1924 que le drapeau de l’Union devait avoir la priorité sur le drapeau national et que les gouvernements des États et des collectivités locales pouvaient désormais utiliser le pavillon bleu. Un memo du Premier Ministre datant du 6 Mars 1939 que; "Le Red ensign est le drapeau qui doit être flotté par le public" et que la politique fédérale gouvernementale était " Faire flotter Commonwealth Blue Ensign est réservé est réservé à l’usage du gouvernement du Commonwealth, mais il n’y a pas de réserve dans le cas du drapeau marchand du Commonwealth ou du Red Ensign »

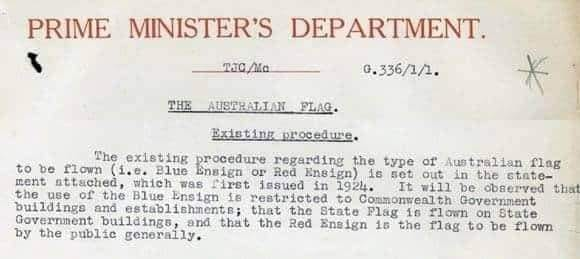
Extrait du mémo du the Premier Ministre daté 6 Mars 1939 concernant les procèdures du flottaison du drapeau.

En 1940, le Gouvernement du Victoria passé une législation accordant les écoles à acheter un blue ensign. L'année suivante le premier ministre Robert Menzies délivré un communiqué de presse recommandant que le blue ensign doit flotter sur les écoles, bâtiments gouvernementaux et par  et par des citoyens privés et l’utilisation continue du pavillon rouge par les navires marchands, à condition que cela soit fait avec respect. Le Premier ministre Ben Chifley a publié une déclaration similaire en 1947.
Malgré proclamations du pouvoir exécutif quant aux rôles  de deux rouges, blanc et bleu ensign, il en restait quelque confusion jusqu'au Flag Act 1953 déclara que le bleu ensign doit être le drapeau nationale Australien, quittant le Red ensign australien à son statut de pavillon civil.
Au début des années 2020, certains militants antigouvernementaux australiens, y compris des citoyens soi-disant
citoyen souverain, et anti-vaccin adopta le Red ensign australien pour leur propre fin,.
Les protestataires faisaient flotter le drapeau à l'envers, Cette utilisation dans ce sens est vu par beaucoup comme irrespectueux et insultante envers les soldats qui combattaient ou avaient combattu sous le drapeau.
Returned and Services League of Australia (RSL) appelé cela « le déshonneur aux hommes et  femmes qui avaient fait le sacrifice ultime pour notre nation » On ne sait pas pourquoi le Red ensign australien a été adopté par de tel groupe, Le protocole du drapeau du gouvernement australien disait que le drapeau ne doit être jamais hissé l'envers en aucune circonstance.

## Journée de la Marine
Depuis 2008, le 3 septembre est également officiellement commémoré comme la Journée de la marine marchande,, ce qui permet au pavillon rouge australien d’être hissé sur terre pour l’occasion selon le protocole,,,. La Journée de la marine marchande est une reconnaissance officielle de la contribution de la marine marchande en temps de guerre, en particulier la campagne du Pacifique pendant la Seconde Guerre mondiale.

## Red ensigns historiques

Red ensign du Commonwealth Lighthouse Service
Red ensign de Australie-Méridionale (1870–1876)
Red ensign du Drapeau du Victoria (1870)
Douanes de Nouvelles-Galles du Sud (1832–1882)
Douanes de Nouvelles-Galles du Sud (1882–1901)